# Primitivo di Manduria
Il Primitivo di Manduria è un vino DOC la cui produzione è consentita nella provincia di Taranto, in particolare nell'area a sud-est della provincia jonica.

## Caratteristiche organolettiche
- colore: rosso intenso, tendente al violaceo e all'arancione con l'invecchiamento.
- odore: aroma intenso fruttato di frutti rossi (ciliegia, marasca, prugna) e piccoli frutti neri (ribes, cassis), fico secco, alloro, liquirizia, caratteristico.
- sapore: fruttato, gradevole, pieno, armonico, tendente al vellutato con l'invecchiamento.

## Storia
Le origini del vitigno restano incerte, anche se si narra che furono i Greci a portarlo in Puglia oltre duemila anni fa. 
La produzione iniziale del vitigno è riconducibile in origine alle terre dell'agro di Manduria, Maruggio, Sava e Lizzano oltre che nella Puglia centrale nei dintorni di Gioia del Colle.

## Disciplinare e area di produzione
Il disciplinare di produzione del Primitivo di Manduria DOC, all'articolo 3, descrive così la zona di produzione: 
"La zona di produzione delle uve atte alla produzione del vino a Denominazione di Origine Controllata “Primitivo di Manduria” ricade nelle provincie di Taranto e Brindisi e comprende i terreni vocati alla qualità di tutto o parte dei Comuni compresi nelle suddette province. Tale zona è così delimitata: in provincia di Taranto, i territori dei comuni di Manduria, Carosino, Monteparano, Leporano, Pulsano, Faggiano, Roccaforzata, San Giorgio Ionico, San Marzano di San Giuseppe, Fragagnano, Lizzano, Sava, Torricella, Maruggio, Avetrana, e quello della frazione di Talsano e delle isole amministrative del comune di Taranto intercluse nei territori dei comuni di Fragagnano e Lizzano; in provincia di Brindisi, i territori dei comuni di Erchie, Oria e Torre Santa Susanna".

## Abbinamenti consigliati
Ottimo da abbinare soprattutto ai piatti della cucina tipica locale. 
La variante Primitivo di Manduria dolce naturale DOCG invece essendo molto corposo risulta difficile da abbinare perciò viene spesso catalogato come un vino da meditazione.

## Produzione
Provincia, stagione, volume in ettolitri
- Brindisi  (1996/97)  231,0
- Taranto  (1990/91)  1683,64
- Taranto  (1991/92)  1840,28
- Taranto  (1992/93)  884,82
- Taranto  (1993/94)  2501,94
- Taranto  (1994/95)  1523,87
- Taranto  (1995/96)  744,28
- Taranto  (1996/97)  8512,84

## Altre varietà di Primitivo di Manduria
- Primitivo di Manduria riserva
- Primitivo di Manduria dolce naturale
- Primitivo di Manduria liquoroso secco
- Primitivo di Manduria liquoroso dolce naturale